# 펑장구
펑장구(한국어: 봉강구, 중국어: 蓬江区, 병음: Péngjiāng Qū)는 중화인민공화국 광둥성 장먼 시의 현급 행정구역이다. 넓이는 325km2이고, 인구는 2007년 기준으로 460,000명이다.

## 행정 구역
6개 가도, 3개 진을 관할한다.

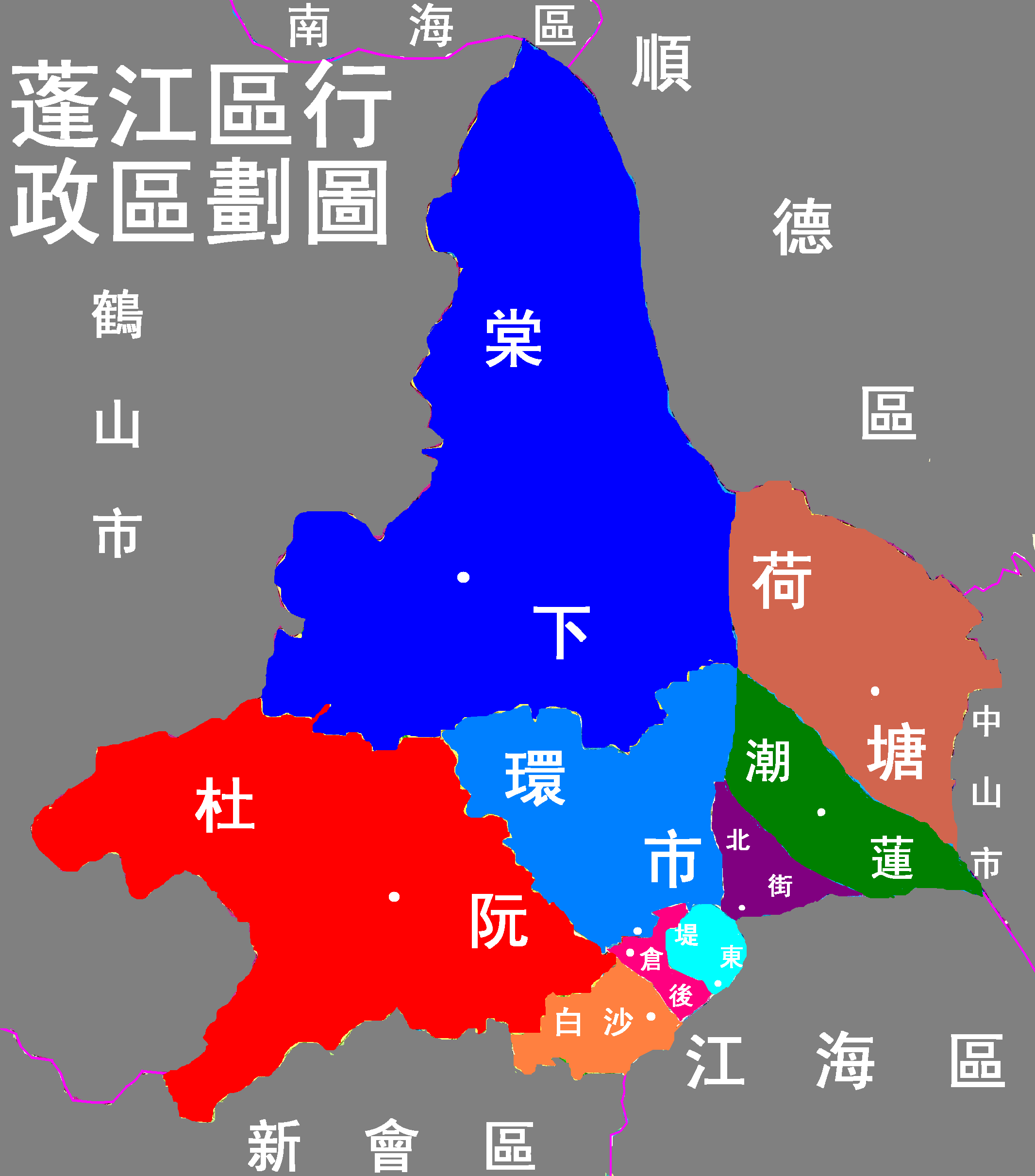
펑장 구의 행정구역

- 가도: 环市街道 , 仓后街道 , 堤东街道 , 北街街道 , 白沙街道 , 潮连街道
- 진: 棠下镇 , 荷塘镇 , 杜阮镇